# Лазе при Горењем Језеру
Лазе при Горењем Језеру (словен. Laze pri Gorenjem Jezeru) су насељено место у општини Церкница, Приморско-нотрањска регија, Словенија.

## Историја
До територијалне реорганизације у Словенији биле су у саставу старе општине Церкница.

## Становништво
У попису становништва из 2011. године, Лазе при Горењем Језеру су имале 18 становника.
| Број становника према пописима | Број становника према пописима | Број становника према пописима |
| ------------------------------ | ------------------------------ | ------------------------------ |
| 1991                           | 2002                           | 2011                           |
| 19                             | 16                             | 18                             |

Напомена: До 1953. исказивано под именом Лазе.